# اندیس آنتیموان لخشک
آنتیموان لخشک یک اندیس فلزی است که در حوالی شهر زاهدان استان سیستان و بلوچستان قرار دارد و مادهٔ معدنی موجود در آن، آنتیموان است.سنگ میزبان این اندیس هورنفلس است و دیرینگی آن به دوران پالئوسن می‌رسد.